# Ваагнер, Клайтон Ли
Клайтон Ли Ваагнер (англ. Clayton Lee Waagner) — американский борец с абортами, угонщик автомобилей и грабитель. С 29 ноября по 5 декабря 2001 года входивший в десятку самых разыскиваемых ФБР преступников США. Приговорён в общей сложности к 45 годам тюремного заключения в трёх разных штатах. В 2001 году совершил побег из мест отбывания наказания, однако в конце года был опознан и арестован, после чего помещён в FCI Камберленд, федеральное исправительное учреждение средней безопасности в Камберленде, штат Мэриленд, с предполагаемой датой освобождения 3 февраля 2045 года.

## Биография
Клайтон Ли Ваагнер родился 25 августа 1956 года в Северной Дакоте США. Отец Роберт Ваагнер был деспотичным человеком, имя матери Ваагнера неизвестно, как и большинство деталей его ранней биографии. В 1980-х Ваагнер женился и впоследствии вместе с женой они растили 9 детей.
В 1992 году полицейские арестовали 36-летнего Клайтона Ваагнера за вооруженное ограбление. Суд приговорил его к 10 годам тюремного заключения, однако за примерное поведение он был освобожден уже через четыре года. После этого Ваагнер на время завязал с преступной деятельностью и проживал с семьей в парке трейлеров, в штате Пенсильвания.
В 1999 году Ваагнер почему-то решил, что бог избрал его для того, чтобы очистить США от совершения абортов. Возомнил себя по собственным словам «Господним миссией». Для исполнения своей задачи в сентябре 1999 он угнал автомобиль, незаконно приобрел целый арсенал огнестрельного оружия (две снайперские винтовки, помповое ружье, и два полуавтоматических пистолета). Также Ваагнер собрал несколько самодельных взрывных устройств разной мощности. Он установил личности более 30 докторов из абортных клиник и намеревался их убить. Но полиция довольно быстро вычислила его местонахождение, и выдала ордер на его арест за угон автомобиля. Ваагнер и его семья быстро направились в Сиэтл штат Вашингтон, чтобы убить первого врача из его списка по дороге останавливаясь в разных штатах, на срок от нескольких дней, до нескольких месяцев.
В декабре 2000 года в штате Иллинойс его автомобиль попал в аварию и прибывшие полицейские, при его осмотре обнаружили незарегистрированный арсенал и самодельные взрывные устройства. Клайтон Ваагнер был арестован за незаконное ношение оружия и взрывчатых веществ и доставлен в ближайший полицейский участок. Там он был «пробит» по базе данных полиции и выяснилось что в штате Пенсильвания за ним числится угон автомобиля. Ему были предъявлены обвинения и до суда он был заключен в «DeWitt County Jail» с новейшими системами безопасности (пятиметровым двойным забором, камерами слежения за заключенными и пуленепробиваемыми стеклами) в городе Кинтонн штат Иллинойс. Работники этой тюрьмы хвастливо считали, что из неё невозможно бежать.

### Побег
Ваагнер понимал, что по законам штата ему грозит не менее 15 лет заключения по совокупности предъявленных ему обвинений. И решился на побег. Всего через неделю после начала заключения, Ваагнер заметил, что только в его камере находится дверь, ведущая в технический коридор тюрьмы. По собственным словам Ваагнер посчитал это божьим знаком, и в течение двух месяцев в перерывах между проверками заключенных пытался вскрыть замок двери с помощью обычной пластмассовой расчески. Наконец в конце января — начале февраля 2001 ему это удалось, и он сумел попасть в технический коридор, однако увидел перед собой лишь сеть вентиляционных и водосточных труб. Выхода не было видно. Также проблемой Ваагнера стало то, что каждые 30 минут мимо его камеры проходил надзиратель с фонариком.
В течение 10 дней Ваагнер по 20 минут проводил в лабиринтах технического коридора и наконец наткнулся на водосточную трубу, которая вела прямо на часть крыши здания, не освещаемую прожекторами сторожевых вышек; оттуда ему нужно было лишь спрыгнуть с высоты четырёх метров, чтобы оказаться за территорией тюрьмы. Проблема лишь состояла в том, что ширина трубы была чуть больше суповой тарелки, а также вход в трубу преграждался решеткой держащейся на болтах. Ваагнер сел на диету и просил в письмах жене присылать ему побольше сливового сока. Также он каждый день между проверками на 20 минут лазил к трубе и голыми руками откручивал болты на которых держалась входная решетка.
Наконец 22 февраля 2001 года. (Всего за 22 дня до вынесения приговора), похудев на 12 килограмм, и убрав наконец входную решётку, Клайтон Ваагнер был готов. В 22.00 после очередной проверки, он быстро открыл дверь в технический коридор, почти бегом добрался до трубы, за 8 минут преодолел её, выбрался на крышу и с разбегу спрыгнул на свободной территории.

### Преступления после побега
Через 2 дня после побега Ваагнер угнал пикап в четырех километрах от исправительного учреждения. Он направился обратно в Пенсильванию. И долгое время его местонахождение полиции не удавалось определить. Пока в мае 2001 года он не напал на банк в Гаррисберге штат Пенсильвания, США. Через несколько дней он не справился с управлением и разбил угнанный автомобиль в городе Мемфис, штат Теннесси, США. Сам Ваагнер не пострадал и ему удалось сбежать с места ДТП, приехавшие полицейские обнаружили в его машине арсенал оружия, боеприпасов, а также самодельные взрывные устройства, и литературу написанную противниками абортов. На другом угнанном автомобиле Клайтон совершил еще одну серию вооруженных ограблений банков в июне — июле 2001 года. 7 сентября 2001 года Ваагнер покинул территорию штата Теннесси. 21 сентября того же года, ФБР добавила его номером 15 в список самых разыскиваемых преступников США. Там он был известен под псевдонимом «Внутренний террорист США».
После атак 11 сентября 2001 года, Клайтон Ли Ваагнер понял, что настало его время и опубликовав антиабортный манифест в интернете, с октября по 23 ноября 2001 года разостлал более 600 писем в различные абортные центры страны, с якобы сибирской язвой. Данные действия вызвали огромную панику и несколько таких центров закрылись на неопределенный срок.
В октябре 2001 полицейским почти удалось задержать Ваагнера по наводке хозяина кафе в котором завтракал Ваагнер, но всего за несколько минут до прибытия сотрудников правоохранительных органов, Ваагнер скрылся из кафе даже не доев свой заказ.
29 ноября 2001 года ФБР добавила имя борца с абортами в 10-ку самых разыскиваемых беглецов США, и по радио и телевидению известила об этом население страны. Ориентировки на Ваагнера были разосланы во все полицейские участники страны, а в общественных местах были развешаны объявления о розыске Клайтона.

### Арест и суды
Днем 5 декабря 2001 года Ваагнер зашел в интернет-кафе в городе Спрингделл, Огайо, США. Один из работников узнал Ваагнера по фотографии и позвонил в полицию. Когда Ваагнер выходил из кафе, его задержали прибывшие на вызов полицейские. Сопротивления он не оказал. При нем были обнаружены списки адресов более 30 абортных центров, и самодельные взрывные устройства, которые он планировал почтой разослать туда.
19 апреля 2002 года Федеральный суд штата Иллинойс признал Ваагнера виновным в незаконном хранении оружия, взрывчатых веществ, угоне транспортных средств и побег из под стражи, и приговорил к 15 годам тюремного заключения (10 за преступления 5 за побег), без возможности условно-досрочного освобождения.
Почти сразу после приговора Ваагнер был перевезен в штат Огайо, где начался второй судебный процесс по обвинению его, в угрозе применения насилия с помощью почтовой связи и препятствовании свободной работе абортных центров.
3 декабря 2003 года федеральный суд штата Огайо признал Ваагнера виновным по всем пунктам обвинения и приговорил к 19 годам лишения свободы без права выхода досрочно.
В 2004 году Клайтон Ли Ваагнер был перевезен в Пенсильванию, для нового судебного процесса, Федеральный суд штата Пенсильвания обвинил Ваагнера в серии вооруженных ограблений банков на территории штата совершенной им с мая по июль 2001 года. В том же 2004 Ваагнер был признан виновным и приговорен судом штата к еще 11 годам и 2 месяцам тюремного заключения без права на досрочное освобождение. В последнем слове на всех тёх судах Клайтон Ли Ваагнер заявлял, что не раскаивается в содеянном.
По совокупности, общий срок заключения, который Ваагнер должен провести за решеткой, составил 45 лет. 15 из которых в тюрьме штата Иллинойс, затем 19 в тюрьме штата Огайо, и наконец 11 лет и 2 месяца в тюрьме штата Пенсильвания. Призрачная дата выхода Клайтона на свободу 3 февраля 2045 года, когда ему будет 88 лет.